# Newry (Maine)
Newry – miasto w Stanach Zjednoczonych, w stanie Maine, w hrabstwie Oxford.